# Lindscheid (Nümbrecht)
Lindscheid ist ein Ortsteil von Nümbrecht im Oberbergischen Kreis im südlichen Nordrhein-Westfalen innerhalb des Regierungsbezirks Köln.

## Lage und Beschreibung
Der Ort liegt zwischen den Nümbrechter Ortsteilen Niederelben im Norden und Lindscheider Mühle im Süden. Der Ort liegt in Luftlinie rund 4,55 km südwestlich vom Ortszentrum von Nümbrecht entfernt.

## Geschichte

### Erstnennung
1448 wurde der Ort das erste Mal urkundlich erwähnt und zwar "Rechnung des Rentmeisters Joh. van Flamersfelt".
Schreibweise der Erstnennung: Lintscheit

## Freizeit

### Wandern und Radwege

#### Radwege
Folgende Fahrradtour durchquert Lindscheid:
Fachwerkroute: Die zahlreich guterhaltenen und renovierten Fachwerkhäusern sind Gegenstand dieser Tour. Es müssen 8 Höhenunterschiede bewältigt werden.
Ausgangspunkt Nümbrecht
| Routen-Name   | Wegzeichen | Fahrstrecke | Weglänge |
| Fachwerkroute |            | Nümbrecht – Marienberghausen – Lindscheid – Benroth – Langenbach – Berkenroth – Gut Rottland – Richtung Wirtenbach – Bruch | 40 km    |

## Bus und Bahnverbindungen

### Bürgerbus
Haltestelle des Bürgerbusses der Gemeinde Nümbrecht.
Route:Lindscheid
Straße-Mildsiefen-Stranzenbach-Niederbreidenbach
-Alsbach-Oberelben-Nippes-Nümbrecht/Busbahnhof.